# ポン・タヴェン美術館
ポン・タヴェン美術館（ポンタヴェンびじゅつかん、仏: Musée des beaux-arts de Pont-Aven）は、フランス北西部の都市ポン＝タヴァンにある美術館である。

## 沿革・概要
- 1886年 - アヴェン川河口の町ポン・タヴェンには、ポール・ゴーギャンをはじめとする画家たちが住み始め、彼らは町の名前をとってポン・タヴェン派と呼ばれるようになった。小さな町は、ゴーギャンたちが住んでから有名になった。
- ポン・タヴェン派は、ブルターニュの風景や人物を描き、1896年まで活動した[2]。
- 1985年 - ポン・タヴェンの市立博物館はポン・タヴェンからインスピレーションを得て絵を描き、名声に町をもたらした芸術家を知ってもらうために1985年に設立された[3]。

1階にある資料センターには、書籍、カタログ、写真、原稿などが公開されて、利用者は、視聴覚室で、展示やポン・タヴェン派の詳細を紹介した映画を見ることができる。

## 主なコレクション
- ゴーギャンの「サボ職人」
- ゴーギャンの直筆の手紙

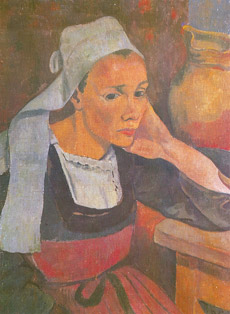
ポール・セリュジエ
Portrait Marie Lagadu

- ポール・セリュジエ、モーリス・ドニらポン・タヴェン派の絵画

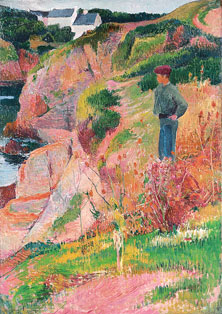
ブルターニュの断崖 アンリ・モレ
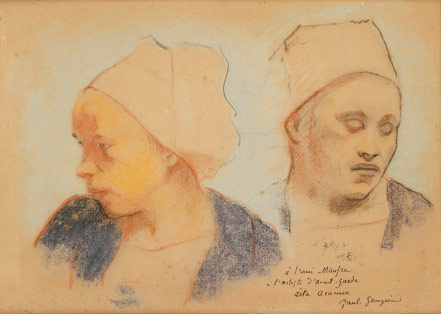
2人ブルトン人 ポール・ゴーギャン
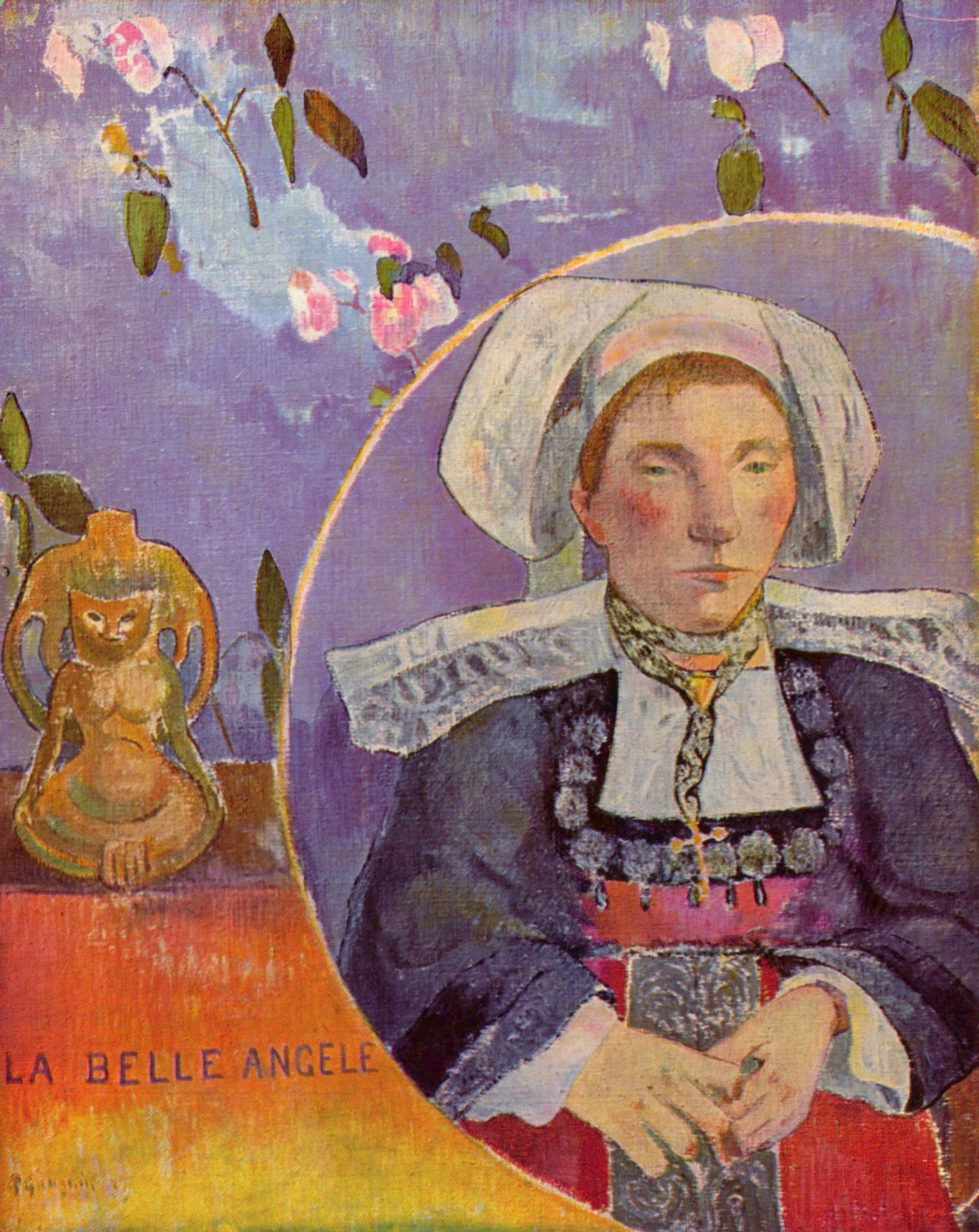
美しきアンジュール ポール・ゴーギャン